# Mir (rumstation)
 For alternative betydninger, se Mir. (Se også artikler, som begynder med Mir)
Mir (Мир), sovjetisk rumstation opsendt i 1986. I 1991 overtog Rusland stationen efter Sovjetunionens sammenbrud. Mir betyder både "fred" og "verden" på russisk. Mir skulle oprindeligt afløses af Mir 2, men Rusland valgte i stedet for at gå med i Den Internationale Rumstation (ISS).
Mir styrtede planmæssigt ned i Stillehavet ud for New Zealand i 2001.
Rumstationen var blevet for gammel og var ikke længere sikker at opholde sig i. Derfor besluttede Rusland sig for at lade Mir styrte ned til Jorden.
Størstedelen af den 136 ton tunge rumstation brændte op på sin vej gennem jordens atmosfære, men op mod 20 tons rester af rumstationen nåede hele vejen ned gennem atmosfæren og styrtede i Stillehavet.
Stationen var bygget til at kunne holde i tre år, men fungerede altså i 16 år. I løbet af de 16 år boede over 100 kosmonauter og astronauter i Mir i kortere eller længere perioder. En enkelt russisk kosmonaut, Sergej Krikaljov, tilbragte sammenlagt (over 2 perioder) lidt over 2 år om bord på Mir.
Efter kommunismens fald i Østeuropa deltog syv amerikanske, to tyske og en fransk astronaut som langtidsbesætningsmedlemmer på Mir. En britisk konkurrence (Project Juno) gav vinderen Helen Sharman syv dage om bord på Mir i maj 1991 og "Tokyo Broadcasting System" købte syv dage i december 1990 om bord på Mir til en journalist (Toyohiro Akiyama). 
Den 1. oktober 1988 fortalte den amerikanske sanger John Denver at han var blevet tilbudt af komme på et syv dags besøg på rumstationen Mir i december 1989. Dog forlangte russerne at han skulle betale 10 mio. dollars som skulle dække både træning og bolig og som han kunne begynde på i april eller maj samme år. 

## Mir-modulerne
Rumstationen Mir blev opbygget ved sammenkobling af flere moduler, som hver for sig blev opsendt i kredsløb. Kernemodulet (opsendt i 1986) var beboelse og kontrolcenter. Kvant (1987) og Kvant-2 (1989) indeholdt videnskabelige instrumenter og besætningens badefaciliteter. Kristall (1990) havde smelteovne og en luftsluse. Spektr (1995) fungerede som beboelses- og arbejdsrum for de amerikanske astronauter. Priroda (1996) foretog jordobservationer. Adaptermodulet Mir Docking Module (1996) gav en sikker og stabil sammenkobling med NASA's rumfærger, uden at komme i karambolage med Mirs solcellepaneler.
Mir blev forsynet og vedligeholdt ved hjælp af bemandede Sojuz-kapsler og ubemandede Progress-fragtfartøjer. 25. juni 1997 kolliderede Progress M-34 forsyningsfartøjet med Spektr og gjorde det ubrugeligt i lang tid. Den 23. februar 1997 udbrød der også brand om bord.
Mirs moduler og forbindelsesfartøjer havde symbolske navne. Kvant betyder "kvantum", et navn som kommer fra dets opgave med research i astrofysik, hvor stationen blev brugt til at måle det elektromagnetiske spektrum, herunder røntgenstråling. Kristall betyder "krystal", da et væsentligt formål for stationen var at udvikle teknologier til brug for vægtløs materialeproduktion. Spektr betyder "spektrum", navngivet efter sine atmosfæriske sensorer. Priroda betyder "natur", og den kikkede ned på Jorden. Progress betyder "fremskridt", Sojuz betyder "union", opkaldt efter USSR (Sovjetskij Sojuz = Sovjetunionen), og det at rumfartøjet var sammensat af tre mindre moduler.

## Mir-flyvninger
- 6 Protonraketter med moduler.
- 31 Sojuz-taxi'er med personel.
- 64 Progress-fragtfartøjer med forsyninger.
- 9 rumfærgeflyvninger med personel og forsyninger.